# Museo di Lahore
Il Museo di Lahore (in punjabi لاہور میوزیم; in urdu عجائب گھر لاہور‎?; lett. "Casa delle meraviglie di Lahore") è un museo situato a Lahore in Pakistan. 
Fondato nel 1865 e aperto nel 1894, il museo è situato su "The Mall" a Lahore. Durante il periodo coloniale britannico, è stato uno dei musei più visitati e famosi del Pakistan e rimane uno dei principali musei dell'Asia meridionale.
Il museo, insieme alla Zamzama Gun situata direttamente di fronte all'edificio, sono stati resi famosi nel celebre romanzo britannico Kim, scritto da Rudyard Kipling, il cui padre è stato uno dei primi curatori del museo. Il museo ospita anche una vasta collezione di arte buddista degli antichi regni indo-greci e di Gandhara, collezioni dell'Impero Mughal, dell'Impero Sikh e dell'Impero Britannico in India.